# Медроксипрогестерон
Медроксипрогестерон (лат. Medroxyprogesteronum; англ. MP) — синтетичний препарат стероїдної будови, який відноситься до гестагенів, що застосовується як перорально, так і внутрішньом'язово та внутрішньовенно. Початково медроксипрогестерон синтезований виключно для ветеринарного застосування. Як лікарський препарат медроксипрогестерон застсовується у вигляді ацетату з 1958 року.

## Фармакологічні властивості
Механізм дії препарату пов'язаний із інгібуванням секреції гонадотропінів гіпофізом, пригніченням вироблення наднирковими залозами естрадіолу й андростендіону та прямою дією на гормонально чутливі клітини злоякісної пухлини. Медроксипрогестерон також пригнічує овуляцію шляхом зміни властивостей слизової оболонки порожнини матки, а також підвищує в'язкість слизу шийки матки, що призводить до гальмування проникнення у порожнину матки сперматозоїдів. Медроксипрогестерон має властивість знижувати підвищену температуру тіла, має м'який стимулюючий вплив на дихальний центр головного мозку. Препарат не має андрогенної та естрогенної активності.

### Фармакокінетика
Медроксипрогестерон добре, але повільно всмоктується після перорального і парентерального застосування, біодоступність препарату становить близько 100 % при пероральному застосуванні та 100 % при парентеральному. Максимальна концентрація препарату в крові досягається протягом 4—20 діб після прийому препарату. Медроксипрогестерон добре (на 90—95 %) зв'язується з білками плазми крові. Препарат проникає через гематоенцефалічний бар'єр, плацентарний бар'єр і в грудне молоко. Препарат метаболізується у печінці. Виводиться медроксипрогестерон із організму як із сечею, так і з жовчю, як у вигляді метаболітів, так і в незміненому вигляді. Період напіввиведення препарату становить 30—50 діб у залежності від виду введення медроксипрогестерону в організм.

## Покази до застосування
Медроксипрогестерон застосовують для лікування прогесуючого раку молочної залози у жінок в постменопаузальному періоді, при рецидивуючому або метастатичному раку ендометрію та раку нирки, при ендометріозі, а також як контрацептивний засіб тривалої дії, який найбільш показаний після проведеного аборту, жінкам старшого віку, під час лікування ендометріозу та міоми матки та при годуванні грудьми.

## Побічна дія
При застосуванні медроксипрогестерону нечасто можуть спостерігатися наступні побічні ефекти:
- Алергічні реакції та з боку шкірних покривів — шкірний висип, свербіж шкіри, кропив'янка, гарячка, анафілактоїдні реакції; при застосуванні у великих дозах — акне і гірсутизм.
- З боку травної системи — нудота.
- З боку нервової системи — депресія, запаморочення, безсоння, сонливість або безсоння, загальна слабкість, підвищена збудливість.
- З боку серцево-судинної системи — тромбоемболія, тромбофлебіт.
- З боку ендокринної системи — підвищена чутливість молочних залоз, галакторея, збільшення маси тіла.
- З боку статевої системи — ерозія шийки матки, зміна вагінальних виділень.
- Інші побічні ефекти — біль, зміна кольору шкіри або ущільнення в місці ін'єкції препарату.

## Протипокази
Медроксипрогестерон протипоказаний при підвищеній чутливості до препарату та при вагітності.

## Форми випуску
Мегестрол випускається у вигляді таблеток по 0,0025; 0,005; 0,01; 0,1; 0,25 і 0,5 г; суспензії для внушньом'язового введення по 0,15; 0,5 і 1,0 г. Препарат разом із естрадіолом входить до складу комбінованого препарату «Дівіна» і «Премпто», а також до складу комбінованого ін'єкційного препарату «Лунелль Манслі».

## Застосування у ветеринарії
Медроксипрогестерон застосовується для контролю еструсу в хатніх тварин.